# Yousuf Al-Hammad
Yousuf Al-Hammad (ar. يوسف الحماد; ur. 4 maja 1964) – kuwejcki judoka. Dwukrotny olimpijczyk. Zajął trzynaste miejsce w Los Angeles 1984 i dziewiętnaste w Seulu 1988. Walczył w wadze lekkiej i średniej.

## Letnie Igrzyska Olimpijskie 1984
| Konkurencja | Eliminacje                    | Eliminacje         | Klas. końcowa |
| Konkurencja | Przeciwnik I                  | Przeciwnik II      | Miejsce       |
| ----------- | ----------------------------- | ------------------ | ------------- |
| 71 kg       | Jean Claude N’Guessan (CIV) Z | Mike Swain (USA) P | 13.           |

## Letnie Igrzyska Olimpijskie 1988
| Konkurencja | Eliminacje          | Klas. końcowa |
| Konkurencja | Przeciwnik I        | Miejsce       |
| ----------- | ------------------- | ------------- |
| 86 kg       | Fabien Canu (FRA) P | 19.           |